# Diffusione facilitata

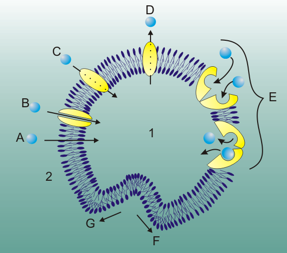
Alcune delle possibilità di movimento di molecole tra citoplasma (1) e spazio extracellulare (2).
Trasporto passivo:
- A. Diffusione semplice
- B. Diffusione facilitata
Trasporto attivo:
D. Trasporto primario (contro gradiente)
C.-E. Trasporto secondario:
- C. Uniporto
- E. Simporto
Esocitosi/Endocitosi:
F.-G. Esocitosi

La diffusione facilitata è un processo di trasporto passivo cellulare, simile alla diffusione semplice, in quanto non richiede consumo di ATP. 
Come la diffusione semplice è un trasporto di una specie chimica da una zona a più alto potenziale elettrochimico ad una zona a più basso potenziale elettrochimico (per quella specie), cioè secondo il gradiente, ma vi differisce per altri aspetti. Le molecole polari grosse e gli ioni passano con difficoltà e molto lentamente nella zona delle catene idrocarburiche della membrana cellulare; in alcuni casi non riescono proprio a passare e quindi hanno bisogno di mezzi speciali che colleghino l'interno della cellula con l'esterno.

Questi mezzi speciali sono o proteine canale o proteine carrier che permettono il passaggio di materiale. 
Nella diffusione facilitata il tasso di diffusione non è dato solo dal numero di particelle coinvolte, ma anche da quello di proteine canale o carrier in quanto sono queste ultime a determinare le fasi del trasporto. Piccole molecole polari (purché non zwitterioniche) come l'acqua, l'urea, il glicerolo, l'etanolo e l'indolo riescono a passare pur con una certa difficoltà.

Nonostante la sua forte polarità l'acqua riesce a passare perché, date le dimensioni piuttosto ridotte della sua molecola, riesce a insinuarsi fra le molecole apolari.